# Cinara rubicunda
Cinara rubicunda är en insektsart som först beskrevs av Wilson 1915.  Cinara rubicunda ingår i släktet Cinara och familjen långrörsbladlöss. Inga underarter finns listade i Catalogue of Life.